# Jaume Ferrer Ribas
Jaume Ferrer Ribas (1969) és un polític formenterer batle i president del Consell de Formentera.
La seva professió és d'agent d'assegurances i a les eleccions municipals del 2003 fou elegit regidor per la COP. Als comicis del 2007 es presentava per Gent per Formentera i va accedir a la presidència gràcies a un pacte amb el PSIB-PSOE. És el primer alcalde-president de Formentera que repeteix en el càrrec en democràcia.